# Сихоте Алин
Сихоте Алин (на руски: Сихотэ-Алинь) е планинска система в Далечния изток на Русия, разположена на територията на Приморски и Хабаровски край.
Простира се на 1200 km покрай брега на Японско море от залива Петър Велики на юг до езерото Кизи на север, долното течение на река Амур, долината на река Усури и Приханкайската низина на запад. Ширина 200 – 250 km. Средна височина 800 – 1000 m, максимална връх Тордоки Яни 2090 m (48°53′49″ с. ш. 138°03′15″ и. д. / 48.896944° с. ш. 138.054167° и. д.), разположен в северната ѝ част, в басейна на река Анюй (десен приток на Амур).

## Геоложки строеж, полезни изкопаеми
Голяма част от планината е изградена от глинести шисти и пясъчници с триаска, юрска и кредна възраст. По оста на планинската система се простира Сихоте-Алинската антиклинала, в ядрото на която се откриват палеозойски, основно пермски наслаги, пронизани от многочислени интрузии. Чрез дълбок разлом, наречен Централен Сихоте-Алински шев, Сихоте-Алинската антиклинала е отделена от Източната синклинала. От двете страни на шева са се внедрили основни и ултраосновни интрузивни скали. Източната синклинала е изградена от юрски и кредни наслаги, в приморските части са препокрити с мезокайнозойски андезити и базалти.
В недрата на Сихоте Алин се намират залежи от злато, олово и други цветни метали, а в тектонските падини има големи залежи от каменни и кафяви въглища.

## Географска характеристика

### Релеф
Планинската система Сихоте Алин се състои от редица хребети, масиви и плата, разделени от многочислени дълбоки речни долини. Северната част представлява високо плато, изградено основно от базалти, стръмно спускащо се на изток към Японско море. Отделни по-малки базалтови плата се срещат и в южните ѝ части. Централната част се състои от високи планински хребети със североизточно направление, изградени от гранити и по-рядко от вулканогенни и метаморфни скали. На запад тесни тектонски падини разделят крайните хребети (височина 900 – 1300 m): Син, Източен Син, Студен и др. Бреговата линия покрай Татарския проток и Японско море (освен бреговете на залива Петър Велики) е слабо разчленена, но в същото време е усложнена от ингресионни заливи в устията на реките (заливите: Съветска Гаван, Владимир, Олга и др.).

### Климат
Климатът в планината е умерен, с мусонно влияние. Зимата е доста сурова и почти безснежна. Средната януарска температура на запад е от –22 °C до –26 °C, на изток (в приморската част) от –10 °C до –12 °C. Лятото е топло, на юг горещо и дъждовно. Средна юлска температура по западните склонове до 21 °C, а по източните – до 19 °C. Годишната сума на валежите варира от 600 – 800 mm по западните склонове, до 1000 mm в централните части.

### Води
От западните склонове на планината водят началото си реки принадлежащи към водосборния басейн на река Амур: Усури с притоците си Арсеневка (ляв), Журавльока, Малиновка, Голяма Усурка, Бикин, Подхарьонок и Хор (десни); Немта, Анюй, Гур, Яй и др. От източните склонове към Японско море текат къси, типично планински реки: Партизанская, Киевка, Авакумовка, Кема, Самарга, Копи, Тумнин и др. Речният режим на реките в планината се характеризира с ясно изразено зимно маловодие и мощно пролетно-лятно пълноводие.

### Ландшафтни зони
Благодарение на значителното си простиране от север на юг ландшафните зони в планината се отличават значително една от друга. Съществени разлики се наблюдават между източната, планинска приморска част и западните склонове и предпланински участъци. През зимата е ясно изразено топлото влияние на Японско море в крайбрежните райони.

### Растителност, животински свят
Растителността в Сихоте Алин е изключително разнообразна. В южната и централната част на височина до около 500 m планината е покрита със смесена иглолистно-широколистна тайга с преобладаващи манджурски видове растения (кедър, белокора ела, клен, ясен, липа). По долините на реките се срещат кадифено дърво, диво грозде, японски лимон, а по склоновете над тях – участъци от дъбови гори, развити върху кафяви горски почви. Северната част е заето основно от иглолистни гори (аянски смърч, белокора ела и др.). В по-високите части растителността има тундров характер. От ендемичната растителност се срещат хвойната микробиота и олгинска лиственица.
До началото на 80-те години в предпланините на Сихоте Алин живее ендемичен подвид на леопарда, наречен амурски леопард. Сибирският тигър е друг подвид голяма котка, обитаваща района. Освен тях в планината обитават кафява и черна мечка, дива свиня, зубър, различни видове птици и влечуги.
На територията на Сихоте Алин се намира Сихоте Алинският резерват.
През 2001 г. Сихоте Алин е включен в списъка на световното наследство на ЮНЕСКО като природен обект. Това е четиринадесети поред обект от Русия, включен в списъка. 

## Историческа справка
Първото запознаване с планината е извършено през 1853 – 54 г. от руския изследовател Дмитрий Орлов, участник в експедицията на капитан Генадий Невелски, който пръв пресича Сихоте Алин в северната ѝ част. През 1860 – 62 и 1865 – 67 г. руският лесничей и топограф Алексей Будишчев, заедно със своите подчинени 9 пъти пресичат планината в различни направления и извършват мащабни топографо-геодезически снимки, на базата на които е изработена първата карта на Сихоте Алин. От 1867 до 1869 г. южните и централните ѝ части са изследвани от бъдещия знаменит изследовател на Централна Азия руския географ Николай Пржевалски. През 1902 – 03 и от 1906 до 1910 г. комплексни физикогеографски изследвания са извършени от руския географ и писател Владимир Арсениев.